# Praxitelis Vouros
Praxitelis Vouros (griechisch Πραξιτέλης Βούρος; * 5. Mai 1995 in Mytilini) ist ein griechischer Fußballspieler.

## Karriere

### Verein
Vouros begann seine Karriere beim Aiolikos FC. Zur Saison 2012/13 wechselte er zu Olympiakos Piräus. Im Oktober 2013 debütierte er im Cup gegen den AC Fokikos für die Profis. Sein Debüt in der Super League gab er im April 2014, als er am 33. Spieltag der Saison 2013/14 gegen den PAS Ioannina in der Startelf stand und in der Halbzeitpause durch Ariel Ibagaza ersetzt wurde. Dies blieb sein einziger Saisoneinsatz. Mit Olympiakos wurde er in jener Saison Meister. In der Saison 2014/15 kam er zu einem Ligaeinsatz für Piräus, das in jener Spielzeit das Double aus Meisterschaft und Pokal holte. In der Saison 2015/16 spielte er gegen den FC Arsenal auch erstmals in der UEFA Champions League, in der Liga spielte er in jener Saison zwei Mal und wurde erneut Meister. Im Januar 2017 wurde er an den Ligakonkurrenten Levadiakos verliehen, für den er zu zehn Einsätzen in der Super League kam.
Zur Saison 2017/18 wechselte Vouros nach Zypern zu APOEL Nikosia. Für APOEL kam er in seiner ersten Saison zu sechs Einsätzen in der Champions League, in der First Division absolvierte er 20 Spiele und wurde mit dem Verein zyprischer Meister. In der Saison 2018/19 scheiterte er mit APOEL in der Qualifikation zur Champions League bereits in der zweiten Runde an Sūduva Marijampolė. In der Liga kam er 2018/19 zu 28 Einsätzen und konnte mit dem Hauptstadtklub erneut Meister werden. In der Saison 2019/20 scheiterte er mit APOEL in der Qualifikation zur Champions League im Playoff an Ajax Amsterdam, erreichte dadurch allerdings direkt die UEFA Europa League. Die Zyprer überstanden in einer Gruppe mit dem späteren Sieger FC Sevilla, F91 Düdelingen und Qarabağ Ağdam die Gruppenphase, scheiterten schließlich aber im Sechzehntelfinale am FC Basel. In der Saison 2019/20 kam Vouros zu 16 Ligaeinsätzen, die Liga wurde allerdings aufgrund der COVID-19-Pandemie nach dem ersten Spieltag der Meisterrunde abgebrochen.
Zur Saison 2020/21 kehrte er nach Griechenland zurück und wechselte zu OFI Kreta.

### Nationalmannschaft
Vouros spielte für die griechischen U-17-, U-18- und U-19-Teams. Zwischen Juni 2015 und Oktober 2016 kam er zu zehn Einsätzen für die U-21-Mannschaft.

## Erfolge
Olympiakos Piräus
- Griechischer Meister: 2013/14, 2014/15, 2015/16
- Griechischer Pokalsieger: 2014/15

APOEL Nikosia
- Zyprischer Meister: 2017/18, 2018/19